# 水落敏栄
水落 敏栄（旧字体：水落 敏榮、みずおち としえい、1943年〈昭和18年〉2月24日 - ）は、日本の政治家。自由民主党所属の元参議院議員（3期）、一般財団法人日本遺族会会長。
文部科学副大臣・内閣府副大臣（第3次安倍第2次改造内閣・第3次安倍第3次改造内閣・第4次安倍内閣）、文部科学大臣政務官（第1次安倍内閣）、参議院文教科学委員長・内閣委員長、日本会議代表委員などを歴任した。

## 来歴
新潟県十日町市生まれ。海軍航空隊の整備兵だった父は山形県東根市で戦死しており、その関わりで新潟県立新潟商業高等学校卒業後、常磐興産の社員を経て一般財団法人日本遺族会事務局で専従職員を務める。福祉事業部長、事務局長、専務理事を経て、2004年の第20回参議院議員通常選挙に比例区から自由民主党公認で立候補し、初当選した。
2006年、第1次安倍内閣で文部科学大臣政務官に任命された。2009年、参議院文教科学委員長。2010年、第22回参議院議員通常選挙に比例区から自民党公認で出馬し、党内10位の得票数で再選。
2014年10月、参議院文教科学委員長に就任。2015年6月8日、日本遺族会は理事会を開き、尾辻秀久会長が退任し、後任の日本遺族会会長に水落が就任する人事を承認した。会長就任後の記者会見で、翌2016年の第24回参議院議員通常選挙に自民党公認で比例区から立候補する意向を表明した。自民党は比例代表について「70歳定年制」を定めているが、水落は日本遺族会の高齢化も勘案して特例的に公認を受け、2016年の第24回参議院議員通常選挙に自民党公認で比例区から立候補し、党内18位で3選。同年8月、第3次安倍第2次改造内閣で文部科学副大臣・内閣府副大臣に任命された。2017年の第3次安倍第3次改造内閣、第4次安倍内閣の発足に際しても、それぞれ再任された。
2019年10月、参議院内閣委員長に就任。
2021年6月、翌年7月の第26回参議院議員通常選挙に立候補しない意向を表明した。しかし日本遺族会が擁立を進めていた別の候補者が出馬を辞退したため、参院選比例区で立候補したが、落選した。
2022年11月3日の秋の叙勲で旭日大綬章を受章した。

## 政策・主張
- 日本遺族会会長就任に際し、内閣総理大臣の靖国神社参拝について、終戦記念日に安倍晋三首相が参拝するよう求めた[7]。またA級戦犯の靖国神社からの分祀について「靖国神社の意思と責任において（判断が）行われるものだ」と述べ、賛否の明言を避ける一方、「この問題を持って首相の参拝に対し中国や韓国から抗議を受けることは甚だ遺憾だ」として両国を牽制した
- 2011年4月14日、東日本大震災の復興補正予算が議論される中、復興予算捻出のためのODA削減に反対する超党派の議員連盟に参加した[16]。

## 所属団体・議員連盟
- 神道政治連盟国会議員懇談会
- みんなで靖国神社に参拝する国会議員の会（事務局長）
- 日本教職員組合問題究明議員連盟
- 平和を願い真の国益を考え靖国神社参拝を支持する若手国会議員の会
- TPP交渉における国益を守り抜く会
- 統合医療推進議員連盟（事務局長）
- 有機農業推進議員連盟（事務局次長）